# Anomobryum kashmirense
Anomobryum kashmirense är en bladmossart som beskrevs av Brotherus 1903. Anomobryum kashmirense ingår i släktet Anomobryum och familjen Bryaceae. Inga underarter finns listade i Catalogue of Life.